# Canicattì vasútállomás
Canicattì vasútállomás egy vasútállomás Olaszországban, Szicília régióban, Agrigento megyében, Canicattì településen. Forgalma alapján az olasz vasútállomás-kategóriák közül a bronz kategóriába tartozik.

## Vasútvonalak
Az állomást az alábbi vasútvonalak érintik:
- Catania–Agrigent-vasútvonal
- Caltanissetta Xirbi-Gela-Siracusa-vasútvonal
- Margonia–Canicattì-vasútvonal